# Strage della circonvallazione
La strage della circonvallazione fu un attentato mafioso messo in atto il 16 giugno 1982 sulla circonvallazione di Palermo nel tratto denominato via Ugo La Malfa.
Obiettivo dell'attentato era il boss catanese Alfio Ferlito, che veniva trasferito da Enna al carcere di Trapani e che morì nell'agguato insieme ai tre carabinieri della scorta, Salvatore Raiti, Silvano Franzolin e Luigi Di Barca, e al ventisettenne Giuseppe Di Lavore, autista della ditta privata che aveva in appalto il trasporto dei detenuti, il quale aveva sostituito il padre e che venne poi insignito della medaglia d'oro al valor civile. Uno dei principali mandanti fu il boss catanese Benedetto "Nitto" Santapaola, il quale da alcuni anni combatteva contro Ferlito una guerra per il predominio sul territorio etneo.

## La strage
Intorno alle ore 10:00 del 16 giugno 1982 una Mercedes W115 proveniente da Enna, guidata dall'autista civile Giuseppe Di Lavore e con a bordo i carabinieri Silvano Franzolin, Salvatore Raiti e Luigi Di Barca nonché il detenuto Alfio Ferlito, si trovava a percorrere la circonvallazione di Palermo e stava per imboccare lo svincolo per l'autostrada Palermo-Mazara del Vallo, quando venne raggiunta da una BMW serie 5 e da un Alfetta 2000 i cui occupanti aprirono il fuoco con fucili AK-47 e calibro 12.
L'autista Di Lavore rimase ucciso sul colpo e, per questo motivo, la Mercedes sbandò, andando ad invadere la corsia di marcia opposta e scontrandosi violentemente contro una Fiat 500 che passava di lì per caso, la cui occupante, Nunzia Pecorella, rimase ferita. Franzolin, seduto sul sedile anteriore (quale Capo Scorta), riuscì ad uscire dall'auto impugnando la pistola nel tentativo di rispondere al fuoco, ma venne freddato all'istante. I sicari si avvicinarono poi alla Mercedes sparando agli occupanti rimasti (compreso Ferlito), dandosi poi alla fuga.
Sul luogo della strage arrivò il prefetto Carlo Alberto dalla Chiesa, insediatosi da circa un mese, il quale trattenne a stento le lacrime di fronte ai carabinieri massacrati.

## Indagini e processi

### La strage all'interno del Maxiprocesso di Palermo

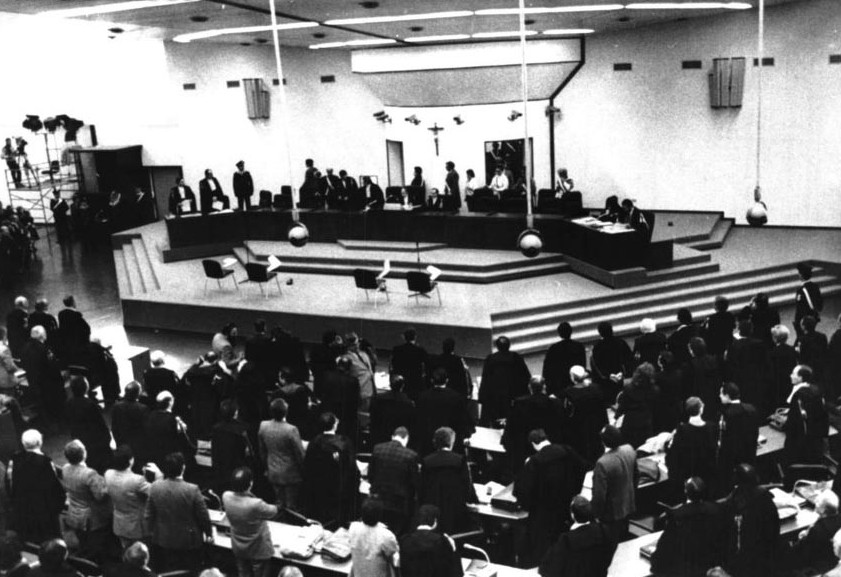
Un'udienza del Maxiprocesso di Palermo, nel quale venne trattata anche la strage della circonvallazione

Le prime indagini sulla strage partirono dalle dichiarazioni di un pregiudicato siracusano, Armando Di Natale, il quale si era approppriato di metà del carico di hashish destinato al suo "compare" Nunzio Salafia, pericoloso boss che operava nella provincia di Siracusa, e, temendo poi l'inevitabile vendetta di quest'ultimo, aveva deciso di presentarsi presso gli uffici della Squadra mobile di Palermo, dove aveva iniziato a rendere dichiarazioni, ed aveva condotto gli uomini del commissario Beppe Montana presso il covo di Salafia a Lentini; dopo alcuni giorni, Di Natale si rese irreperibile e l'11 ottobre 1982 venne assassinato in un agguato presso Alessandria mentre tentava di fuggire in Francia.
Di Natale affermava che i siracusani Nunzio Salafia, Salvatore Genovese e Antonino Ragona avevano compiuto la strage della circonvallazione su ordine del boss catanese Benedetto Santapaola e, per questi motivi, il 7 ottobre 1982 il giudice istruttore Giovanni Falcone emise mandati di cattura nei loro confronti per il reato di omicidio, cui seguirono l'anno successivo quelli contro altri pregiudicati siracusani (Michele Marotta, Salvatore Di Stefano, Giuseppe Di Benedetto e Gaetano Garro) a seguito delle accuse del loro compagno di cella Francesco Greco, che sosteneva di aver saputo di un loro coinvolgimento nella strage in quanto membri della banda Salafia.
L'8 novembre 1985 l'ordinanza-sentenza del procedimento "Abbate Giovanni + 706" (il cosiddetto "Maxiprocesso di Palermo") rinviava a giudizio per la strage della circonvallazione i fratelli Salvatore e Michele Greco, Salvatore Riina, Rosario Riccobono, Filippo Marchese, Pietro Vernengo, Bernardo Provenzano, Bernardo Brusca, Salvatore Scaglione, Antonino Geraci, Giuseppe Calò, Giovanni Scaduto, Ignazio Motisi, Andrea Di Carlo, Leonardo Greco e Benedetto Santapaola come mandanti (sulla base del cosiddetto "teorema Buscetta", secondo cui tutti i "delitti eccellenti" sono ordinati dalla "Commissione" di Cosa Nostra), Giuseppe Greco (detto "Scarpuzzedda") e Mario Prestifilippo in qualità di esecutori materiali (poiché le perizie balistiche avevano dimostrato che il mitragliatore kalashnikov impiegato nella strage era già stato utilizzato in altri delitti di mafia); Nunzio Salafia, Antonino Ragona e Salvatore Genovese vennero prosciolti in istruttoria per insufficienza di prove mentre Carmelo Zanca, Tommaso Spadaro, Michele Marotta, Salvatore Di Stefano, Giuseppe Di Benedetto e Gaetano Garro per "non aver commesso il fatto".
Al Maxiprocesso, si costituirono parti civili anche le vedove e i figli dei carabinieri Raiti, Di Barca e Franzolin nonché quelli dell'autista Di Lavore. Il 16 dicembre 1987 venne pronunciata la sentenza di primo grado del Maxiprocesso, che condannava all'ergastolo per la strage della circonvallazione Salvatore Riina, Bernardo Provenzano, Francesco Madonia, Michele Greco, Giuseppe Greco e Benedetto Santapaola mentre Mario Prestifilippo venne dichiarato non più perseguibile perché ucciso qualche mese prima; vennero invece assolti per insufficienza di prove Rosario Riccobono, Bernardo Brusca, Salvatore Scaglione, Giuseppe Calò e Antonino Geraci e con formula piena Salvatore Greco, Filippo Marchese, Pietro Vernengo, Giovanni Scaduto, Ignazio Motisi e Andrea Di Carlo.
Il 22 febbraio 1989 si aprì il giudizio d'appello del Maxiprocesso, che si concluse il 10 dicembre dell'anno successivo: la Corte d'assise d'appello, presieduta da Vincenzo Palmegiano, ribaltò completamente la sentenza di primo grado e confermò soltanto la condanna di Santapaola mentre assolse gli altri imputati, con la motivazione che la strage non era imputabile ai membri della "Commissione" ma sarebbe stata opera di singoli gruppi mafiosi (in particolare il clan di Rosario Riccobono, il quale controllava il territorio in cui avvenne il massacro ed era alleato dei Santapaola nel commercio di eroina) che, disponendo di illimitata autonomia decisionale in vicende relative al traffico di stupefacenti, volevano vendicare uno "sgarro" compiuto da Alfio Ferlito in un affare di droga.
Il 30 gennaio 1992 la prima sezione penale della Cassazione, presieduta da Arnaldo Valente, annullò le assoluzioni d'appello poiché ritenne illogiche le motivazioni addotte e dispose un nuovo giudizio per gli imputati. Il processo di rinvio venne celebrato tra il 1993 e il 1995 davanti alla Corte d'appello presieduta da Rosario Gino: il 18 marzo 1995 vennero condannati come mandanti all'ergastolo Salvatore Riina, Bernardo Provenzano, Michele Greco, Francesco Madonia, Giuseppe Calò, Bernardo Brusca e Antonino Geraci.

### Il nuovo processo
Nel 1996 le dichiarazioni dei collaboratori di giustizia Calogero Ganci, Francesco Paolo Anzelmo, Giovanni Brusca e Salvatore Cucuzza, che si autoaccusavano di aver compiuto la strage, indussero gli inquirenti a riaprire le indagini: nel 2003 vennero rinviati a giudizio, oltre a Ganci, Anzelmo, Brusca e Cucuzza, anche Raffaele Ganci (padre di Calogero), Antonino Madonia e Giuseppe Lucchese mentre Michelangelo La Barbera, Mariano Tullio Troia e Salvatore Montalto scelsero il rito abbreviato; Giuseppe Greco "Scarpuzzedda" non poté essere giudicato in quanto dichiarato morto da diversi anni.
Durante il processo, l'imputato Antonino Madonia chiamò «mascalzoni» il presidente della Corte Salvatore Di Vitale e il pubblico ministero Domenico Gozzo (già raggiunto da una lettera di minaccia di Madonia) e cercò di ricusare la Corte, senza successo. Tuttavia il 2 febbraio 2005 il gup Fabio Licata condannò all'ergastolo La Barbera, Tullio Troia e Montalto mentre il 14 ottobre dello stesso anno la Corte d'assise di Palermo, presieduta da Salvatore Di Vitale, pronunciò la condanna all'ergastolo per Raffaele Ganci, Antonino Madonia e Giuseppe Lucchese e dichiarò prescritto il reato per Calogero Ganci, Francesco Paolo Anzelmo, Giovanni Brusca e Salvatore Cucuzza. Nel 2006 la sentenza venne confermata in appello.